# Autostrada A2 (Litwa)
Autostrada A2 (lit. Automagistralės A2) – druga co do długości autostrada na Litwie, łączy stolicę – Wilno z Poniewieżem. Na całej długości czteropasmowa (po dwa pasy w obu kierunkach). Autostrada stanowi część trasy europejskiej E272.
W północnej części autostrady zdarzają się węzły niespełniające współczesnych norm – w celu zjechania z autostrady w kierunku określonej miejscowości kierowca zmuszony jest zawrócić na przeciwległą jezdnię i dopiero wtedy skręcić w prawo. W rejonie tych węzłów obowiązuje ograniczenie prędkości do 110 km/h.

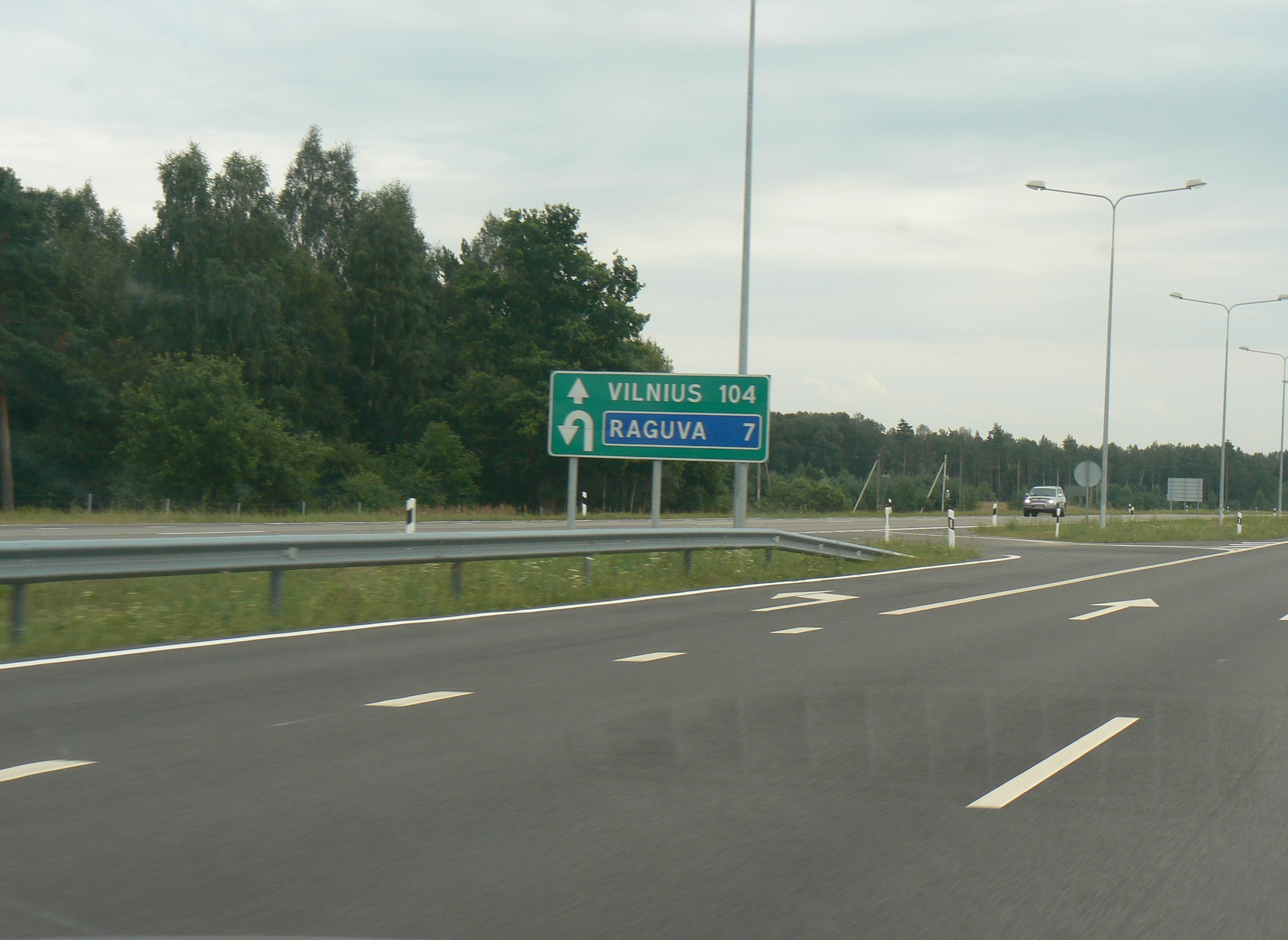
Jeden z kilku nietypowych węzłów autostradowych – zjazd w kierunku Rogowa

Mierzy ok. 136 km długości i przebiega przez:
- Wilno (początek A2)
- Szyrwinty
- Mejszagoła
- Wiłkomierz
- Poniewież (koniec A2)